# Flatida malgacha
Flatida malgacha är en insektsart som först beskrevs av Gutrin-mtneville 1844.  Flatida malgacha ingår i släktet Flatida och familjen Flatidae. Inga underarter finns listade i Catalogue of Life.